# Mansur al-Halladj

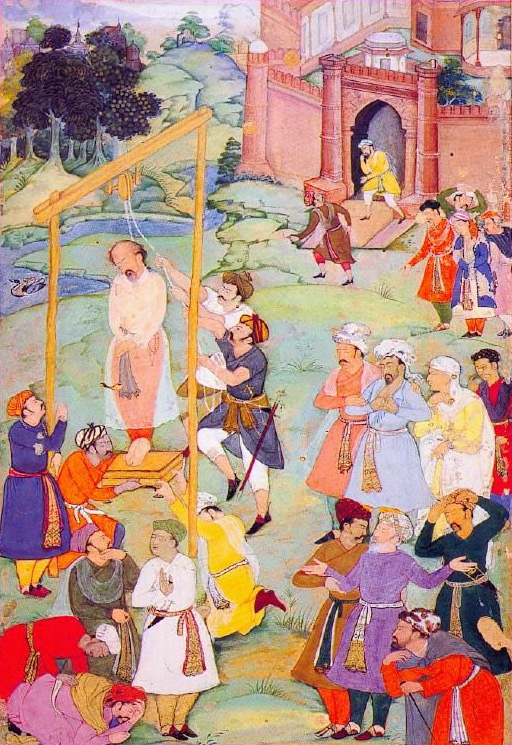
De executie van Mansur in Bagdad

Abū al-Muġīṭ Husayn Manṣūr al-Ḥallāğ (Arabisch: منصور الحلاج – Mansūr al-Hallāj; Perzisch: منصور حلاج – Mansūr-e Hallāj; Turks: Hallâc-ı Mansûr) (858 - 26 maart 922) is een legendarisch soefistisch mysticus en dichter, die binnen diverse stromingen van de islam als martelaar wordt gezien.
Hij is een prominent figuur binnen het Alevitisme en Bektashisme. Mansur werd publiekelijk geëxecuteerd in Bagdad, omdat hij zou hebben geroepen: Ana al-Hakk, Ik ben de Waarheid'.  Deze belijdenis werd opgevat als een aanspraak op goddelijkheid, terwijl soefi-moslims de term Ana al-Hakk (Turks: Enelhak) linken aan Koran vers 50:16: Wij hebben de mens toch geschapen en Wij weten wat hij zichzelf influistert. Wij zijn namelijk dichter bij hem dan de halsslagader.

Ik zag mijn Heer met het oog van mijn hart

Ik vroeg: "Wie bent U?"

Hij antwoordde: "Jij".

Mansur al-Halladj wordt ook genoemd in het boek Mystical Dimensions of Islam, door Annemarie Schimmel.